# Hubert Daix
Hubert Daix, né le 25 avril 1889 à Bruxelles et mort le 26 août 1960 à Spa en Belgique, est un acteur belge.
Il fit sa carrière cinématographique principalement en France.

## Filmographie
- 1923 : Le Carillon de minuit de Jacques de Baroncelli - Van hauten
- 1925 : Gribiche de Jacques Feyder - Vendrot
- 1926 : Mots croisés de Pierre Colombier et Michel Linsky - Snowden
- 1927 : Un chapeau de paille d'Italie de René Clair - Un invité à la noce
- 1927 : Le Mariage de Mademoiselle Beulemans de Julien Duvivier - Mortimax
- 1928 : Le Tourbillon de Paris de Julien Duvivier - L'aubergiste
- 1928 : Balançoires de Noël Renard
- 1928 : Pas si bête de André Berthomieu
- 1928 : L'Appassionata de Léon Mathot et André Liabel
- 1928 : Une java de Jean de Size - Bob
- 1929 : Le Prince Jean de René Hervil - Harlingen
- 1929 : Ces dames aux chapeaux verts de André Berthomieu
- 1929 : La Meilleure Maîtresse de René Hervil - Un employé
- 1929 : Le Requin de Henri Chomette - Le courtier
- 1930 : Chacun sa chance de Hans Steinhoff et René Pujol - M. Dalmas, le patron du magasin
- 1930 : Le Chemin du paradis de Wilhelm Thiele et Max de Vaucorbeil - Maître Dupont-Belleville
- 1930 : Les Deux Mondes de Ewald-André Dupont - Le caporal
- 1930 : La Douceur d'aimer de René Hervil
- 1930 : Le Joker d'Erich Waschneck
- 1930 : Paramount en parade de Charles de Rochefort
- 1930 : Le Secret du docteur de Charles de Rochefort - M. Reading
- 1931 : Coups de roulis de Jean de La Cour - Le docteur
- 1931 : Le Joker de Erich Waschneck - Le commissaire
- 1931 : Une nuit à l'hôtel de Léo Mittler - Le cuisinier
- 1931 : Bombance de Pierre Billon - court métrage - Bouboule
- 1931 : Tu seras duchesse de René Guissart - Uniquement le lyric -
- 1932 : Criez-le sur les toits de Karl Anton - Adam
- 1932 : Ma femme... homme d'affaires de Max de Vaucorbeil - Le docteur Varnier
- 1932 : Le Roi bis de Robert Beaudoin - Le premier ministre
- 1932 : Une idée folle de Max de Vaucorbeil - Michel Fradin
- 1932 : La Belle Marinière de Harry Lachmann - Braquet
- 1932 : Monsieur Albert de Karl Anton
- 1932 : Adémaï et la Nation armée de Jean de Marguenat - court métrage -
- 1933 : Le Gros Lot ou La Veine d'Anatole de Maurice Cammage - court métrage -
- 1933 : La Fusée de Jacques Natanson - Pétrovitch
- 1933 : Une fois dans la vie de Max de Vaucorbeil
- 1933 : Cette nuit-là de Marc Sorkin - Le régisseur
- 1933 : Le Fakir du Grand Hôtel de Pierre Billon
- 1933 : La Margoton du bataillon de Jacques Darmont - Le patron
- 1933 : Les Surprises du sleeping de Karl Anton
- 1933 : Le Bidon d'or de Christian-Jaque - Le mécano
- 1933 : Pour être aimé de Jacques Tourneur
- 1934 : Amok de Fédor Ozep - Van Der Tomb
- 1934 : Surprise party de Marc Didier - court métrage -
- 1934 : Mam'zelle Spahi de Max de Vaucorbeil - Le gérant
- 1935 : Fuir de Raphael Liévin - court métrage -
- 1935 : La Ronde du brigadier Bellot de Raymond Ruffin - court métrage -
- 1935 : Amants et voleurs de Raymond Bernard
- 1936 : Valse éternelle de Max Neufeld - L'aubergiste
- 1937 : Passeurs d'hommes de René Jayet
- 1937 : Le Champion de ces dames de René Jayet - court métrage - Patterson + directeur de production
- 1939 : Cavalcade d'amour de Raymond Bernard - Un comédien
- 1939 : Zig-zag de Gaston Schoukens
- 1945 : Forçats d'honneur de Georges Lust et Émile-Georges De Meyst - Joly, un collaborateur
- 1945 : Soldats sans uniforme d'Émile-Georges De Meyst - Rexiste
- 1946 : Le Cocu magnifique d'Émile-Georges De Meyst - Le bourgmestre
- 1948 : Passeurs d'or d'Émile-Georges De Meyst - Boudha
- 1950 : Le Mariage de mademoiselle Beulemans d'André Cerf - M. Beulemans
- 1954 : Petit nuage ou Un nuage atomique de Charles Dekeukeleire, Antoine Allard et Armand Bachelier - Drygold

## Théâtre
- 1934 : Mitzi-Moutzou opérette de Jean de Létraz, Théâtre des Capucines